# Ле-Рой (Айова)
Ле-Рой (англ. Le Roy) — місто (англ. city) в США, в окрузі Декатур штату Айова. Населення — 11 осіб (2020).

## Географія
Ле-Рой розташований за координатами 40°52′42″ пн. ш. 93°35′33″ зх. д. / 40.87833° пн. ш. 93.59250° зх. д. (40.878363, -93.592470).  За даними Бюро перепису населення США в 2010 році місто мало площу 0,85 км², уся площа — суходіл.

## Демографія
Згідно з переписом 2010 року, у місті мешкало 15 осіб у 8 домогосподарствах у складі 3 родин. Густота населення становила 18 осіб/км².  Було 9 помешкань (11/км²).
Расовий склад населення:
| - 93,3 % — білих |

До двох чи більше рас належало 6,7 %. Частка іспаномовних становила 0,0 % від усіх жителів.
За віковим діапазоном населення розподілялося таким чином: 13,3 % — особи молодші 18 років, 66,7 % — особи у віці 18—64 років, 20,0 % — особи у віці 65 років та старші. Медіана віку мешканця становила 56,3 року. На 100 осіб жіночої статі у місті припадало 66,7 чоловіків;  на 100 жінок у віці від 18 років та старших — 85,7 чоловіків також старших 18 років.
Цивільне працевлаштоване населення становило 0 осіб. 